# Hallau
Hallau est une commune suisse du canton de Schaffhouse.

## Géographie

Photo aérienne prise à 400 m par Walter Mittelholzer (1923).

Le village d'Hallau est situé à 15 km à vol d'oiseau à l'ouest de Schaffhouse, au nord du Rhin. C'est le plus gros bourg viticole de Suisse orientale. Il fait partie du Klettgau.
Selon l'Office fédéral de la statistique, Hallau mesure 15,32 km2.

## Histoire
Hallau est mentionné pour la première fois dans un document en 1064. La première mention de la viticulture date de 1280.
En 1790, les paysans de Hallau se sont soulevés contre les privilèges économiques de la ville de Schaffhouse.

## Démographie
Selon l'Office fédéral de la statistique, Hallau compte 2 011 habitants en 2008. Sa densité de population atteint 131 hab./km2.
Le graphique suivant résume l'évolution de la population de Hallau entre 1850 et 2008 :

## Économie
L'activité économique de la commune est essentiellement agricole et viticole.

## Transports
- Lignes de bus pour Schaffhouse et Erzingen (Allemagne).

## Manifestations
- Fête des vendanges (Hallauer Herbstsonntage)

## Personnalités
- Walther Bringolf, homme politique
- Gerhard Blocher, homme politique et pasteur

## Curiosités
- Musée du vin
- Église réformée Saint-Maurice (1491)